# Modo (filosofia)
Modo è un termine della logica che indica le modalità con cui un predicato si riferisce al soggetto.

## Da Aristotele a Cartesio
In Aristotele, considerato il fondatore della logica modale , i modi riguardano l'inerenza del predicato al soggetto e possono essere quelli della necessità, della possibilità, della contingenza e dell'impossibilità.
Nella logica aristotelica, e poi in quella medioevale, i modi sono riferiti ai diversi tipi di sillogismo che, nell'ambito di una determinata "figura" , si potevano formulare a seconda che ognuna delle premesse fosse affermativa o negativa, universale o particolare.
Da Pietro Ispano in poi per "modo" si intende l'indicazione di una caratteristica che non rientra direttamente fra quelle che servono a definire un termine del sillogismo.
Nella Scolastica il termine modo viene applicato anche in senso ontologico riferendolo alle determinazioni secondarie o accidentali della sostanza.
In questo senso San Tommaso elenca quattro modi dell'essere:
- l'essere solo nella mente (nelle negazioni o privazioni della materialità);
- l'essere soggetto al divenire (nella generazione e corruzione dei corpi);
- l'essere in altro (riguarda le qualità e quantità delle cose che per sussistere devono riferirsi a ciò che non muta come sostrato: la sostanza);
- l'essere in sé e per sé (che equivale alla sostanza).

Con la disputa teologica riguardante il dogma cristologico, cioè sulla duplice natura di Cristo nell'unità della persona, la dottrina dei modi si complicò con l'introduzione della distinzione tra modi sostanziali e accidentali.
Il termine modo è ancora riferito all'ontologia in Cartesio che se ne avvale per indicare una qualità secondaria che può riguardare la sostanza ma rimane diversa dall'attributo che è una qualità primaria della stessa sostanza: «Allorché io penso più genericamente che questi modi o qualità sono nella sostanza, senza considerarli diversamente che come delle dipendenze di tale sostanza, li chiamo attributi.» 

## Spinoza
Fondamentale nell'Etica di Spinoza la definizione dei modi per la dimostrazione del rapporto identitario di perfezione tra Dio e la Natura.

### Attributi di Dio e modi
Quando definiamo Dio, cerchiamo di definirlo nei suoi attributi, ma non possiamo limitare questi attributi ad una certa categoria: dovremo invece riferire a Lui tutti gli attributi possibili ed immaginabili. Ciascuno di questi attributi, poi, deve essere infinito e perfetto nel suo genere, come Dio: e ciascuno è eterno, come Dio, perché gli attributi sono Dio stesso.
Gli attributi non sono un nostro modo di concepire Dio (o la sostanza) perché gli attributi sono la reale espressione di Dio (Dio o tutti gli attributi di Dio), cioè anche se noi non concepissimo questi attributi, Egli li avrebbe ugualmente perché la sostanza esiste di una sua propria realtà indipendentemente da me che la penso.
Ma tutti gli attributi che noi possiamo immaginare di Dio si riducono sostanzialmente a due, gli unici che noi riusciamo effettivamente a conoscere: pensiero ed estensione (res cogitans e res extensa, per usare i termini di Cartesio, anche se per Spinoza non sono due realtà pienamente distinte).
I modi, invece, sono le "affezioni della sostanza, "modificazioni accidentali" della sostanza, ovvero le manifestazioni particolari degli attributi i quali, nella loro infinità, coincidono con Dio.
I modi sono dunque i singoli corpi (modificazioni accidentali dell'estensione), e le singole idee (modificazioni del pensiero). In questo senso, i modi non hanno sostanzialità, in quanto esistono e possono essere pensati soltanto in virtù degli attributi della Sostanza. Il sostegno di ogni realtà dunque è Dio, unica sostanza infinita.

### La differenza con Cartesio
A differenza di Cartesio che le intende come due distinte sostanze, la res cogitans e la res extensa sono per Spinoza due attributi di Dio, due forme con cui l'unica sostanza divina si manifesta a noi come il complesso di tutti i fenomeni naturali, cioè tutte le cose che riguardano la materia, e il complesso di tutti i fenomeni non materiali, di tutte le cose che riguardano il pensiero.
Quindi? tutte le cose materiali derivano dall'attributo dell'estensione e tutte le cose non materiali derivano dall'attributo del pensiero, o meglio, come dice Spinoza, le cose e le idee sono rispettivamente i modi di essere dell'attributo estensione e i modi di essere dell'attributo pensiero.
C'è perfetta identità tra Dio e i suoi attributi. Infatti, quando pensiamo il pensiero e l'estensione lo concepiamo in sé e per sé, intuitivamente, in maniera diretta e non mediata da altri concetti, come facciamo per la concezione della sostanza. Così, mentre l'estensione si concepisce in sé e per sé (come la sostanza, come Dio e quindi anche gli attributi) invece, ad esempio il movimento può essere capito solo facendo riferimento a qualcosa che ha in sé l'estensione: quindi, il movimento è un modo dell'estensione. Se penso un'idea, la potrò pensare solo facendo riferimento al pensiero, quindi quell'idea sarà un modo del pensiero. I modi, dunque, non sono concepibili in sé e per sé, ma sono resi concepibili dagli attributi, ovverosia dalla sostanza.

### La natura perfetta come Dio
I singoli modi, cioè le singole cose connesse col pensiero e con l'estensione, sono naturalmente contingenti e imperfetti ma l'insieme, la totalità dei modi è perfetta come è perfetta la sostanza. È solo la visione irrazionale individuale a farci vedere l'imperfezione delle cose. Se io potessi contemplare il mondo materiale e non materiale nella sua totalità allora coglierei la mirabile perfezione del tutto.
Ogni modo finito è prodotto da un altro modo finito, cioè l'universo è come una catena di anelli infiniti di causa effetto. Ma Dio non è la causa efficiente di ogni modo, non è il primo anello della catena ma è la catena stessa. Cioè se definiamo Dio come Natura naturans questa coincide con la Natura naturata.
- Natura naturans come causa e come Dio in sé;
- Natura naturata come l'insieme dei modi e come Dio espresso.

Dio è natura che si fa natura. Tutto ciò che appare bene, male o imperfezione , dipende dalla nostra immaginazione che dà un'interpretazione soggettiva e non coglie il mirabile ordinamento del tutto.
"Le cose sono state prodotte da Dio con somma perfezione perché sono state conseguite con somma precisione che è perfettissima"